# ロイ・エアーズ

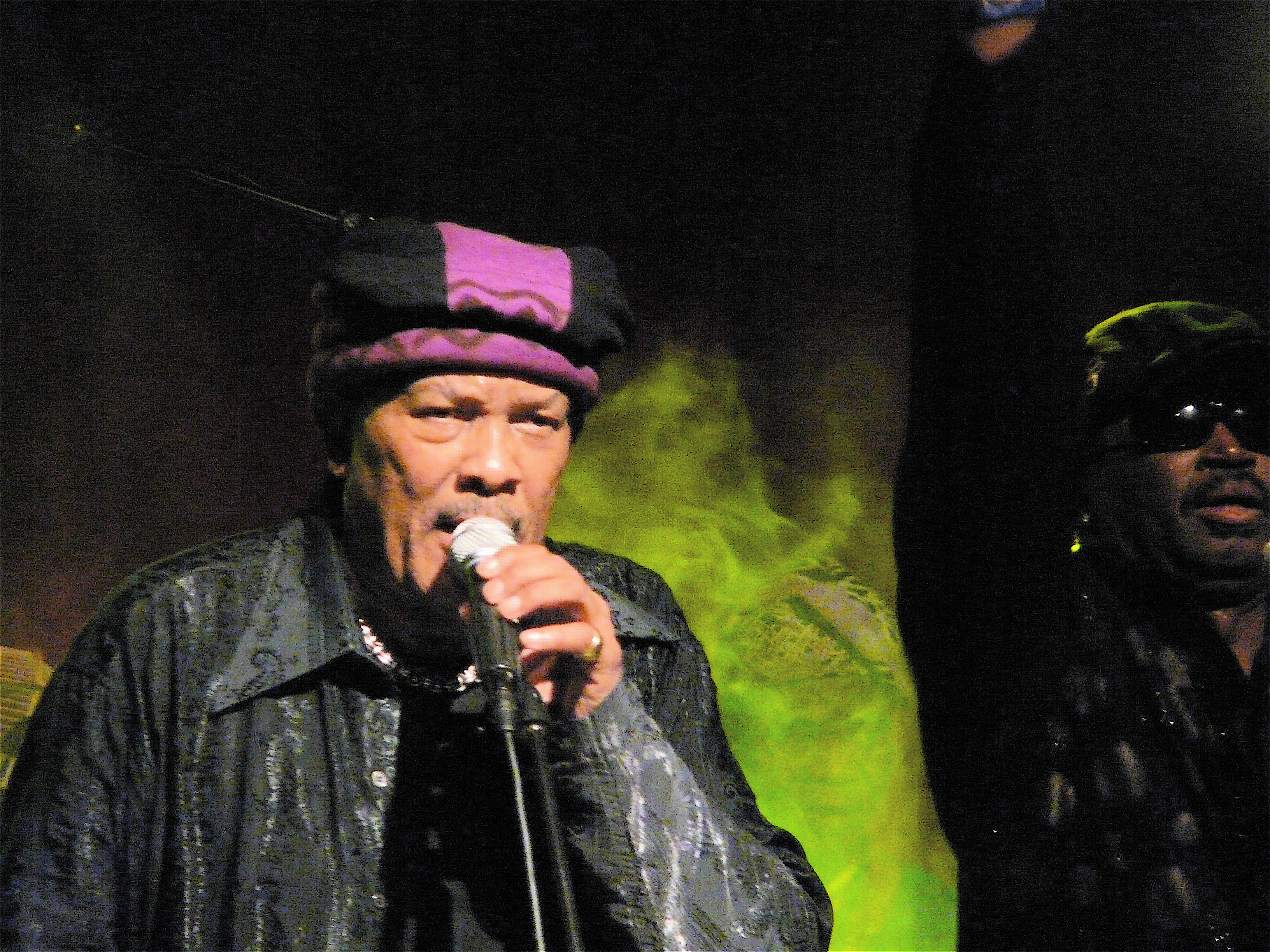
ロイ・エアーズ（2009年）

ロイ・エアーズ（Roy Ayers、1940年9月10日 - 2025年3月4日）は、アメリカのジャズ・ミュージシャン、ヴィブラフォン奏者。
自身のバンド、ユビキティと共にジャズとファンクを融合させた音楽ジャズ・ファンクを生み出す。その洗練された独自性はアシッドジャズやレア・グルーヴ、ヒップホップに関わる人々に再評価され、多くのラッパーの楽曲にサンプリングされている。

## 経歴
カリフォルニア州ロサンゼルス出身。5歳の時にライオネル・ハンプトンにマレットをプレゼントされたことにより、プロのヴィブラフォン奏者を目指すことになる。
2025年3月4日、長い闘病の末、ニューヨークで死去。84歳没。

## ディスコグラフィ

### リーダー・アルバム
- 『ウェスト・コースト・ヴァイブス』 - West Coast Vibes (1963年、United Artists)
- 『ヴァーゴ・ヴァイブズ』 - Virgo Vibes (1967年、Atlantic)
- 『ストーンド・ソウル・ピクニック』 - Stoned Soul Picnic (1968年、Atlantic)
- 『ダディ・バグ』 - Daddy Bug (1969年、Atlantic)
- 『カミン・ホーム・ベイビー』 - Herbie Mann Presents Comin' Home Baby Roy Ayers Quartet 1 (1969年、Columbia)
- 『オール・ブルース』 - Herbie Mann Presents All Blues Roy Ayers Quartet 2 (1969年、Columbia)
- 『ユビキティ』 - Ubiquity (1970年、Polydor)
- 『ライヴ・アット・ザ・モントルー・ジャズ・フェスティヴァル』 - Live at the Montreux Jazz Festival (1972年、Polydor)
- 『ヒーズ・カミング』 - He's Coming (1972年、Polydor)
- 『ヴァーゴ・レッド』 - Virgo Red (1973年、Polydor)
- 『レッド・ブラック&グリーン』 - Red Black & Green (1973年、Polydor)
- 『コフィ オリジナル・サウンドトラック』 - Coffy (1973年) ※映画『コフィー』サウンドトラック
- 『チェンジ・アップ・ザ・グルーヴ』 - Change Up the Groove (1974年、Polydor)
- 『ミスティック・ヴォヤージ』 - Mystic Voyage (1975年、Polydor)
- 『ア・ティアー・トゥ・ア・スマイル』 - A Tear to a Smile (1975年、Polydor)
- Daddy Bug & Friends (1976年、Atlantic)
- 『エヴリバディ・ラヴズ・ザ・サンシャイン』 - Everybody Loves the Sunshine (1976年、Polydor)
- 『ヴァイブレイションズ』 - Vibrations  (1976年、Polydor)
- 『ライフライン』 - Lifeline (1977年、Polydor)
- 『ユー・センド・ミー』 - You Send Me (1978年、Polydor)
- 『ステップ・イントゥー・アワ・ライフ』 - Step in to Our Life (1978年、Polydor)
- 『スターブーティ』 - Starbooty (1978年、Elektra)
- 『レッツ・ドゥー・イット』 - Let's Do It (1978年、Polydor)
- 『フィーヴァー』 - Fever (1979年、Polydor)
- 『ノー・ストレンジャー・トゥ・ラヴ』 - No Stranger to Love (1979年、Polydor)
- 『ラヴ・ファンタジー』 - Love Fantasy (1980年、Polydor)
- 『アフリカ・センター・オブ・ザ・ワールド』 - Africa, Center of the World (1981年、Polydor)
- 『フィーリング・グッド』 - Feeling Good (1982年、Polydor)
- Lots of Love (1983年、Uno Melodic)
- 『イン・ザ・ダーク』 - In the Dark (1984年、Columbia)
- 『ユー・マイト・ビー・サプライズド』 - You Might Be Surprised (1985年、Columbia)
- I'm the One (1987年、Columbia)
- Drive (1988年、Ichiban)
- Wake Up (1989年、Ichiban)
- 『サーチン』 - Searchin'  (1991年、Jazz House)
- 『ホット』 - Hot (1992年、Jazz House)
- 『ダブル・トラブル』 - Double Trouble (1992年、Uno Melodic) ※with リック・ジェイムス
- 『グッド・ヴァイブレーションズ』 - Good Vibrations (1993年、Jazz House)
- The Essential Groove Live (1994年、Jazz House)
- 『ナステ』 - Nasté (1995年、RCA Records)
- 『マホガニー・バイブ』 - Mahogany Vibe (2004年、Rapster)
- 『キング・オブ・ザ・ヴァイブス』 - King of the Vibes (2011年)